# Korallendreieck

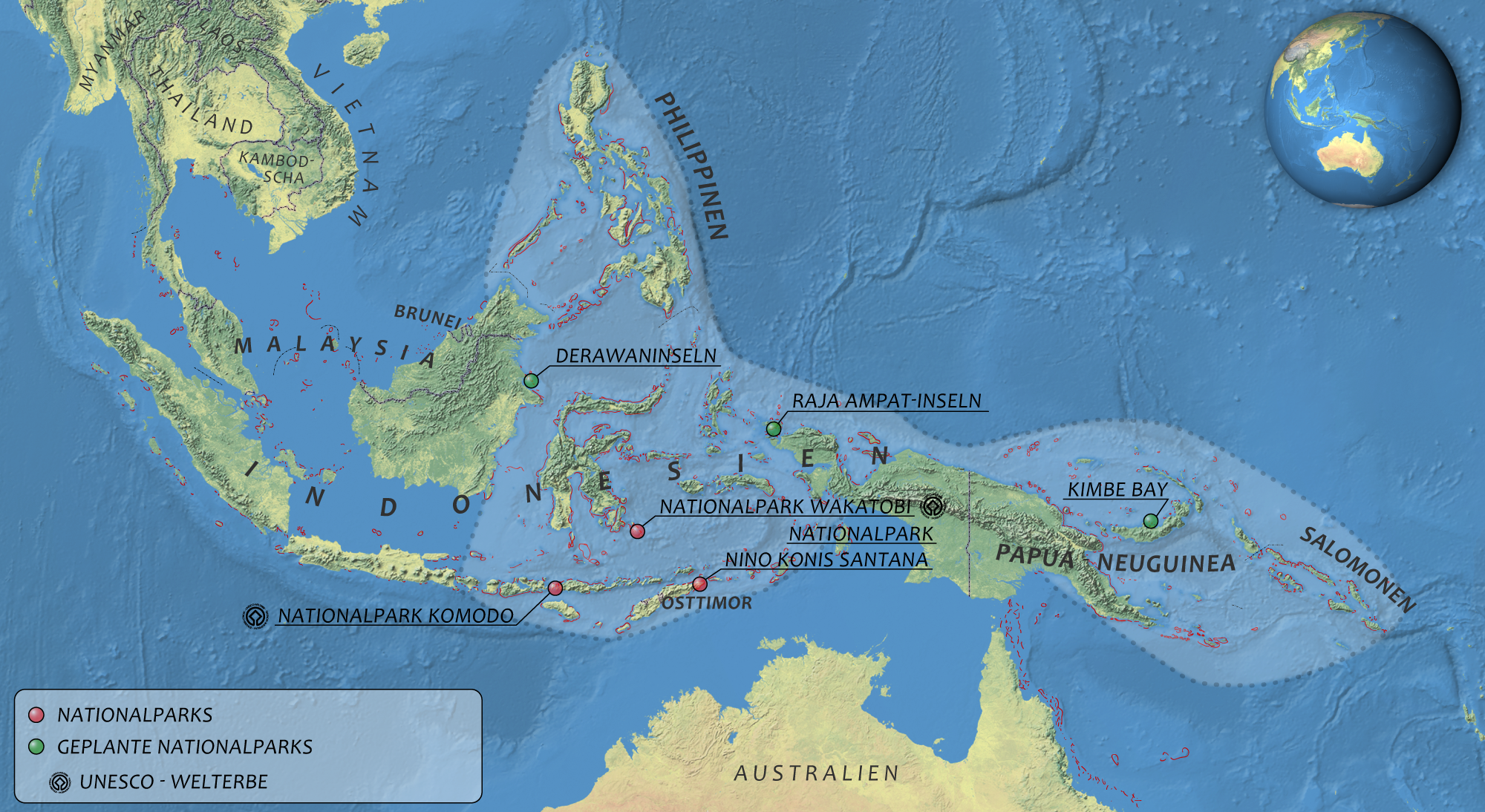
Lage des Korallendreiecks (hellblau)

Das Korallendreieck ist ein Meeresgebiet, das sich von den Inseln der Salomonen im Osten über die Nordküste Neuguineas bis zu den Kleinen Sundainseln im Westen und vorbei an der Ostküste Borneos bis zu den Philippinen im Norden erstreckt. Es ist eines der Gebiete mit der höchsten Biodiversität (biologischen Vielfalt) im Meer überhaupt und erstreckt sich über eine Fläche von 5,7 Millionen Quadratkilometern, was ungefähr der Hälfte der Fläche der Vereinigten Staaten von Amerika entspricht. Neben Korallenriffen finden sich hier ausgedehnte Seegraswiesen und an den Küsten häufig Mangrovenwälder.

## Bedeutung und Schutz

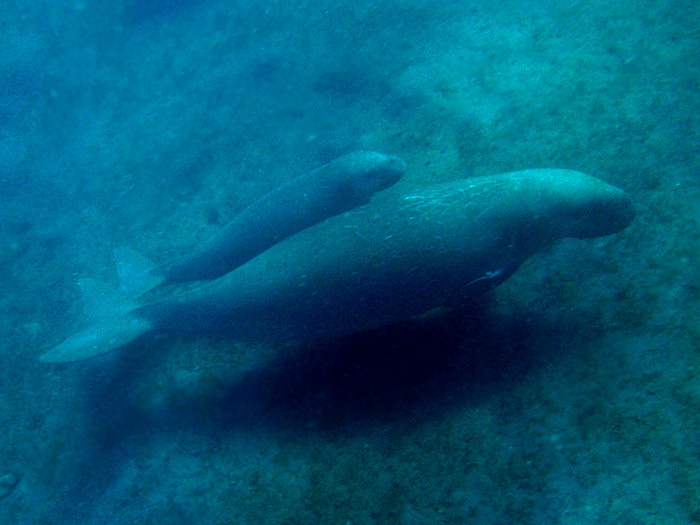
Dugongs vor der Nordküste Osttimors

Auf den Inseln der Region leben über 150 Millionen Menschen. Für etwa 2,25 Millionen Fischer ist der Fischreichtum Grundlage für ihr Überleben. 88 % der Korallenriffe Südostasiens gelten als gefährdet, zum Beispiel durch Überfischung und Dynamitfischen, wobei besonders die indonesische Fischereiindustrie in der Kritik steht. Der Fang und Handel von Lebendfischen erbrachte 2002 schätzungsweise einen Ertrag von 810 Millionen US-Dollar. Ein weiteres Problem ist das Phänomen der Korallenbleiche. Die touristische Bedeutung des Gebietes ist ebenfalls nicht zu unterschätzen. Die Region bietet mit ihrer farbenprächtigen Tierwelt viele attraktive Tauchgebiete. Durch den Tourismus können aber ebenfalls Schäden entstehen.
Seit den 1980er Jahren fördert der WWF die Erforschung des Gebietes und regionale Projekte in Zusammenarbeit mit den dortigen Regierungen und Fischereiverbänden, um die besten Wege der wirtschaftlichen Nutzung zu finden. Der WWF versucht, bei der Fischerei die Umstellung auf umwelt- und ressourcenschonende Methoden zu erreichen. Das beginnt mit dem Einschränken der Überfischung und geht weiter mit dem Kampf gegen unkontrollierte und illegale Fischerei. Vom Fischfang sollen in erster Linie die Bewohner der Inseln der Region einen Nutzen haben. Ziel ist ein funktionierendes Management der Fangquoten und die Bildung von maritimen Schutzgebieten, um langfristig die Artenvielfalt zu sichern. Ein weiteres Augenmerk hat der WWF auf den Erhalt der Meeresschildkröten gerichtet.

Mitglieder der APEC

Auf Bali wurde 2000 das Conservancy’s Coral Triangle Center (CTC) gegründet, das ein Netzwerk von Schutzgebieten im Korallendreieck einrichten soll, um den Arten Rückzugs- und Ruheräume zu schaffen. Das CTC betreibt dabei aktive Arbeit beim Aufbau der Schutzgebiete, bietet technische Unterstützung (zum Beispiel bei der Erforschung) und versucht, Einfluss auf die Politik zu nehmen. Durch Informationsveranstaltungen und Zusammenarbeit mit verschiedenen Medien wird auch die einheimische Bevölkerung über die Problematik des Meeresschutzes aufgeklärt. In Indonesien wird eng mit dem Nationalkomitee für Meeresschutz zusammengearbeitet. Das Komitee arbeitet Vorschläge für die Politik zur Fischerei und Verwaltung maritimer Schutzgebiete aus. Das CTC stellt dafür technische und operative Unterstützung zur Verfügung. Im September 2007 wurde zudem durch die Asia Pacific Economic Cooperation (APEC) von 21 Staaten die Coral Triangle Initiative (CTI) gegründet, um die Ressourcen des Meeres besser zu schützen. Mit dem 2008 gegründeten WWF Coral Triangle Program unterstützt der WWF die CTI.
Das CTC hat sich bei seiner Arbeit auf mehrere Ökoregionen konzentriert. In Indonesien sind dies die Vogelkop-Halbinsel (Neuguinea), die Kleinen Sundainseln und die Celebessee, in Papua-Neuguinea die Bismarcksee und zusammen mit den Salomonen die Salomon-Inseln und im Gebiet von den Philippinen, Malaysia und Indonesien Nordostborneo. Diese Regionen zeichnen sich durch eine besonders hohe Artenvielfalt an den Riffen aus.

### Bestehende und geplante Schutzgebiete

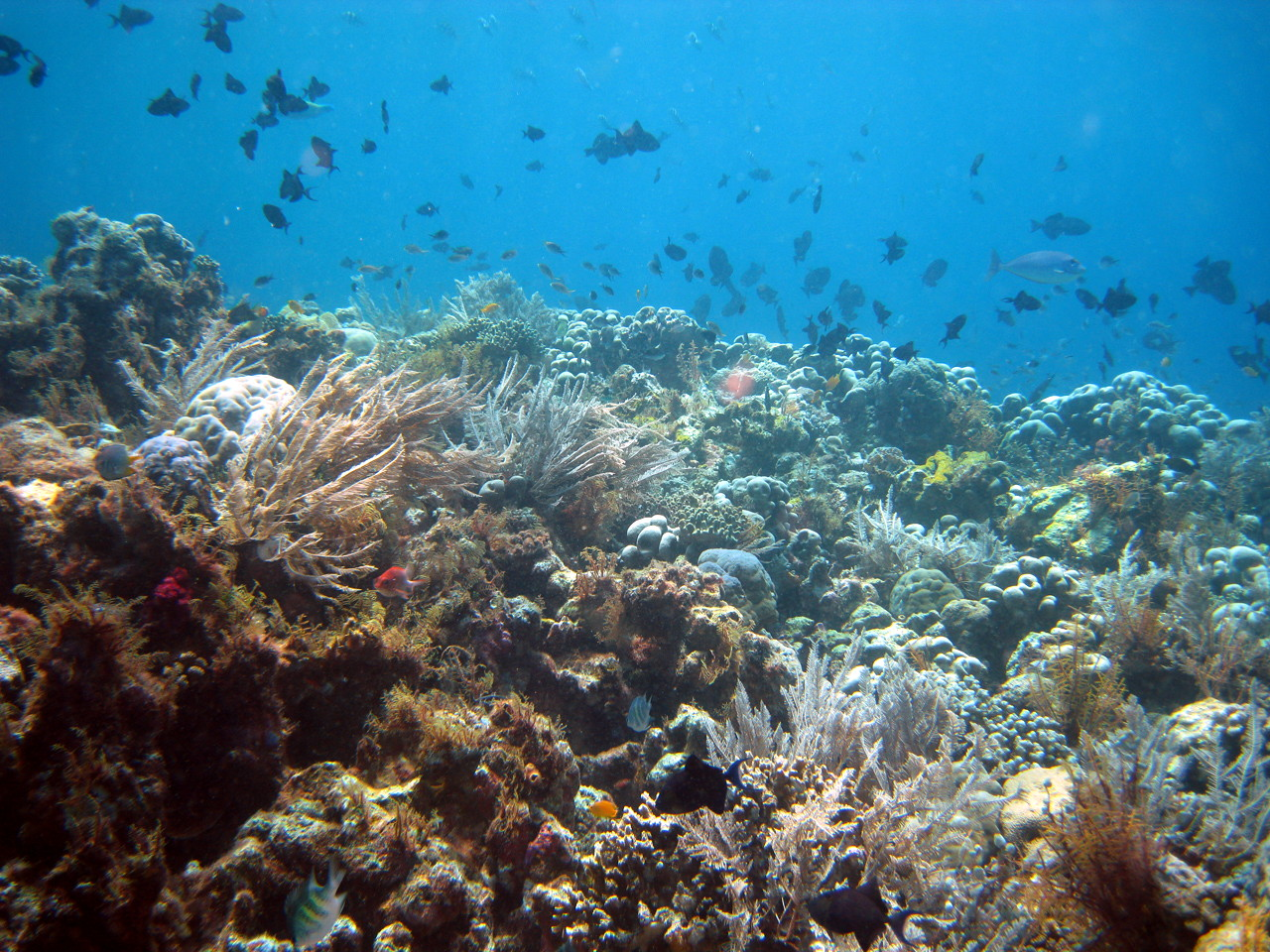
Korallenriff im Wakatobi Nationalpark

Der Nationalpark Komodo verfügt über eine Meeresfläche von 1817 Quadratkilometern neben 603 Quadratkilometern Landfläche. In den Gewässern um die Inseln Komodo, Rinca und Padar leben 1.000 Fischarten, 260 Arten von Steinkorallen, 70 verschiedene Schwämme, 17 Wal- und Delphinarten und zwei Arten von Meeresschildkröten. Das Land ist bekannt aufgrund des Komodowarans, der größten Echsenart der Welt. Seit Beginn der Schutzmaßnahmen wurde das Dynamitfischen eingestellt und die mit Korallen bedeckte Fläche wuchs um 60 %.
Der Nationalpark Wakatobi ist der größte maritime Nationalpark Indonesiens. Hier arbeiten WWF und CTC zusammen.
Die Raja-Ampat-Inseln zählen auf etwa 40.000 Quadratkilometern 1.074 Fischarten und eine Vielfalt an Steinkorallen. Wahrscheinlich gibt es an keinem anderen Ort in der Welt so viele verschiedene Steinkorallen. Derzeit zählt man 537 Arten.
Die Derawaninseln an der Küste der indonesischen Provinz Kalimantan Timur verfügen über viele Korallenriffe und Hunderte Mantarochen. Zudem legt an ihren Stränden die Suppenschildkröte ihre Eier ab, und in einem einzigartigen Salzwassersee leben vier endemische Quallen. Der Fluss Berau sorgt zudem für eine besondere Vielfalt in den Küstengewässern. Ein Schutzgebiet ist hier in Planung.
Die Kimbe Bay in Papua-Neuguinea verfügt über große Korallenriffe und ist die Heimat von etwa 800 Fischarten und 350 Spezies von Steinkorallen. Hier finden sich Wale und Delphine, große Thunfischschwärme und Haie. Mit einem Schutzprogramm, das ein Netzwerk an Schutzgebieten, die Unterstützung lokaler NGOs und die Aufklärung der Bevölkerung über die Notwendigkeit der Schutzmaßnahmen beinhaltet, versucht das CIC der Bedrohung durch eine rasch anwachsende Bevölkerung und zerstörerische Formen der Fischerei entgegenzuwirken. Erste kommunale Schutzgebiete wurden bereits mit Hilfe der CIC gegründet.
Die Salomonen bestehen aus 922 Inseln und gehören zu den zehn Ländern mit der weltweit größten Artenvielfalt. 2004 konnten bei einer Untersuchung 494 Korallenarten identifiziert werden und zusätzlich mehrere bisher eventuell unbekannte Arten. Mit der Regierung der Salomonen wird derzeit an einem Schutzprogramm gearbeitet.
Am 27. Juli 2007 wurde von Osttimor der Nationalpark Nino Konis Santana gegründet, der auch 556 Quadratkilometer Meeresfläche unter Schutz stellt.

## Fauna
Mit 600 Arten leben in dem Gebiet 75 % aller bekannten Steinkorallen. Unter den 3.000 Fischarten der Region sind prominente Vertreter wie Anemonenfische, Quastenflosser und der größte Fisch der Welt, der Walhai. Von hohem wirtschaftlichen Interesse sind die Vorkommen von Gelbflossen-Thun, Großaugen-Thun und Echtem Bonito. 50 % des weltweiten Thunfischfangs stammen von hier. Sechs der sieben weltweit lebenden Meeresschildkröten haben hier ihre Eiablagegebiete.
Außerdem finden sich hier zahlreiche Arten von Meeresschnecken, Seeschlangen sowie Dugongs und verschiedene Wal- und Delphinarten, wie zum Beispiel der Buckelwal.
Laut einer Veröffentlichung von 2016 sind die Riffe der zu Osttimor gehörenden Insel Atauro die artenreichsten weltweit. Durchschnittlich fanden sich an zehn Fundstellen 253 verschiedene Tierarten, 314 am artenreichsten Fundort (beim bisherigen Rekordhalter in Westpapua waren es 216). Insgesamt zählte man vor der Küste Atauros 643 Arten von Meeresbewohnern. Von den an manchen Stellen über 300 Fischarten sind viele wissenschaftlich noch nicht beschrieben.

## Bildergalerie von Riffen
Riffe in Liquiçá und Metinaro (Osttimor)

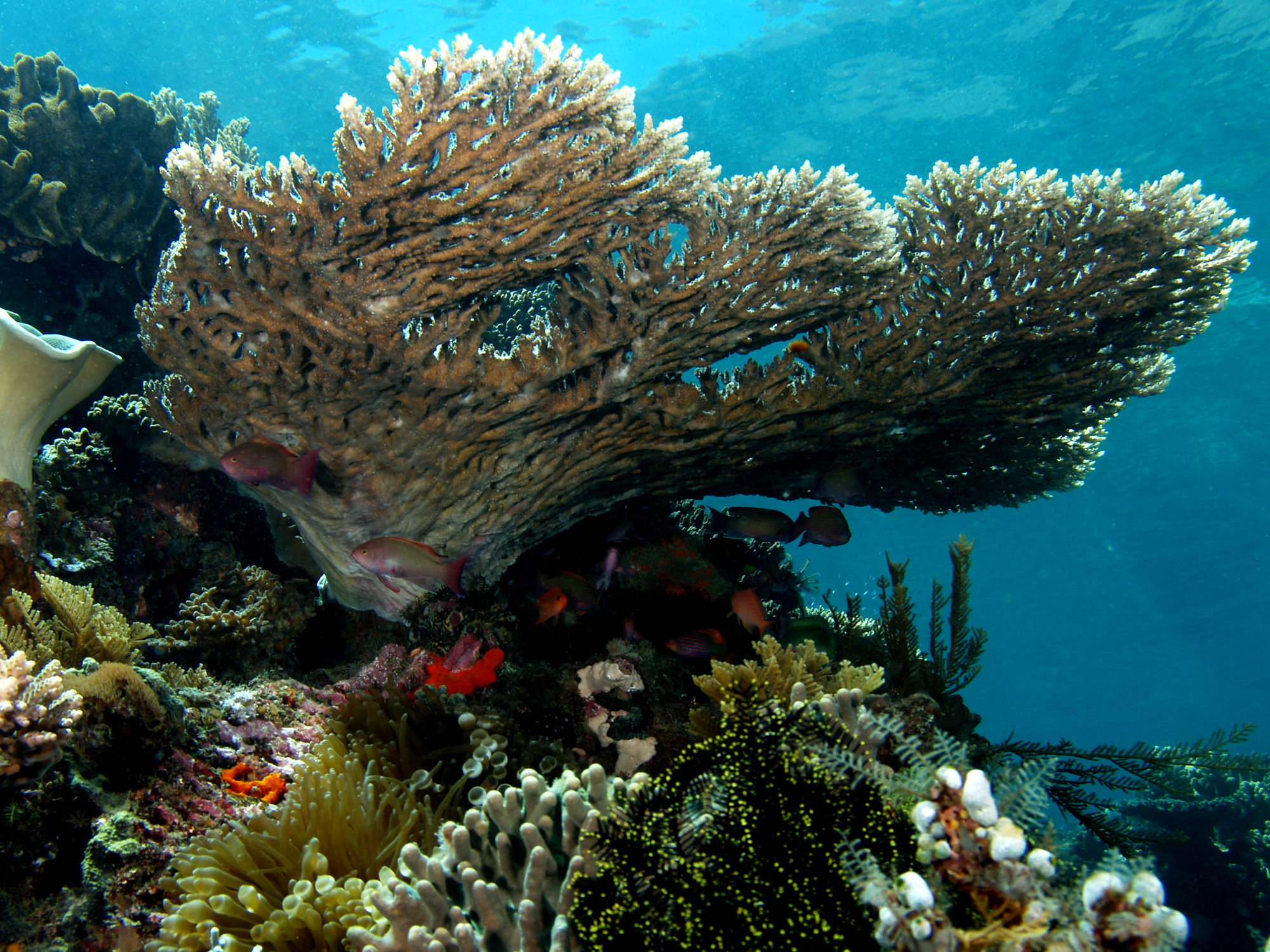
Acropora-Tischkoralle
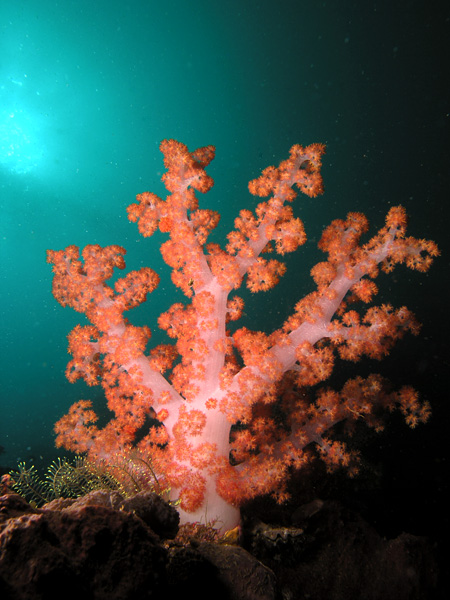
Bäumchen-Weichkoralle
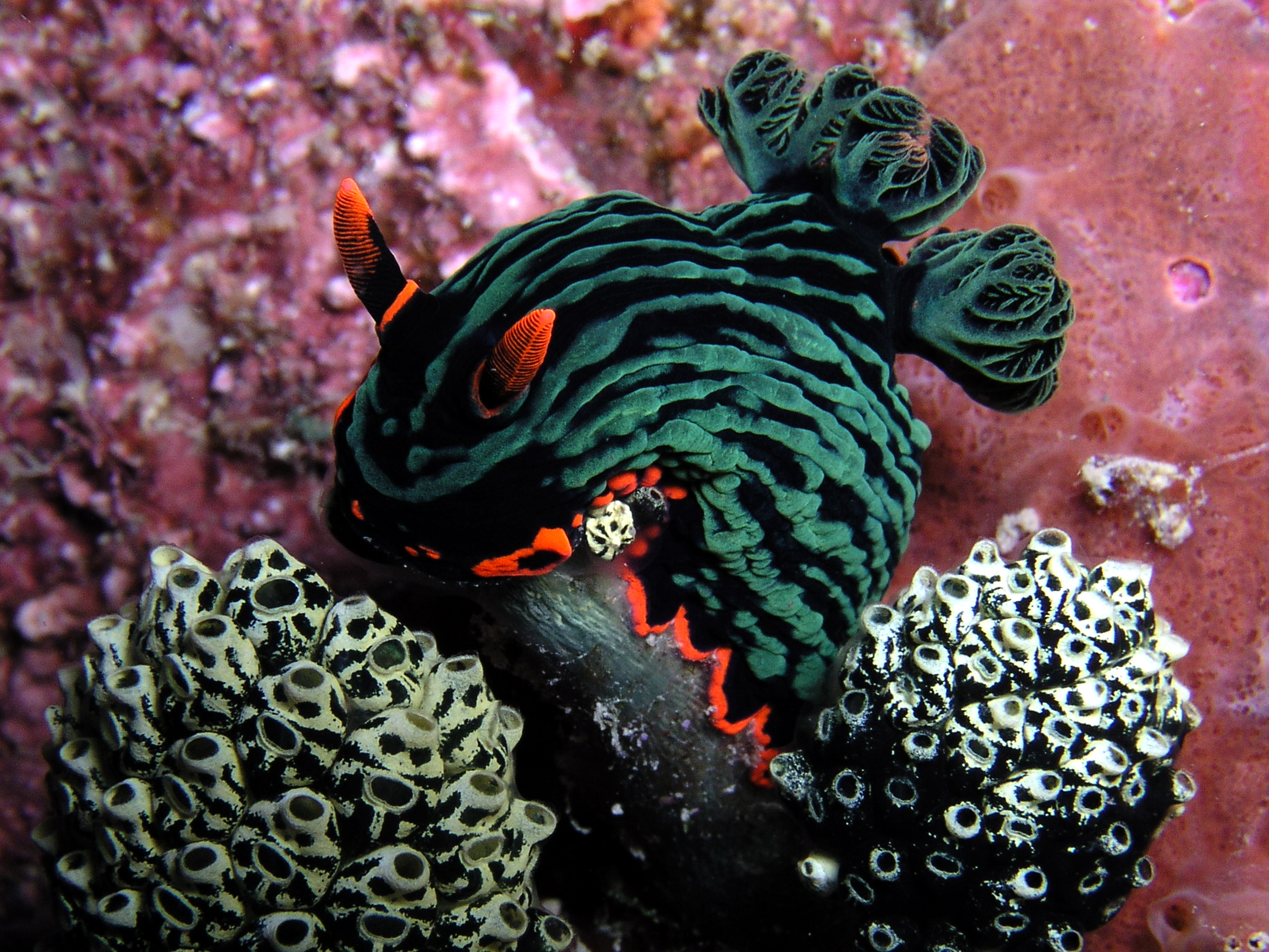
Nacktkiemer (Nembrotha kubaryana)
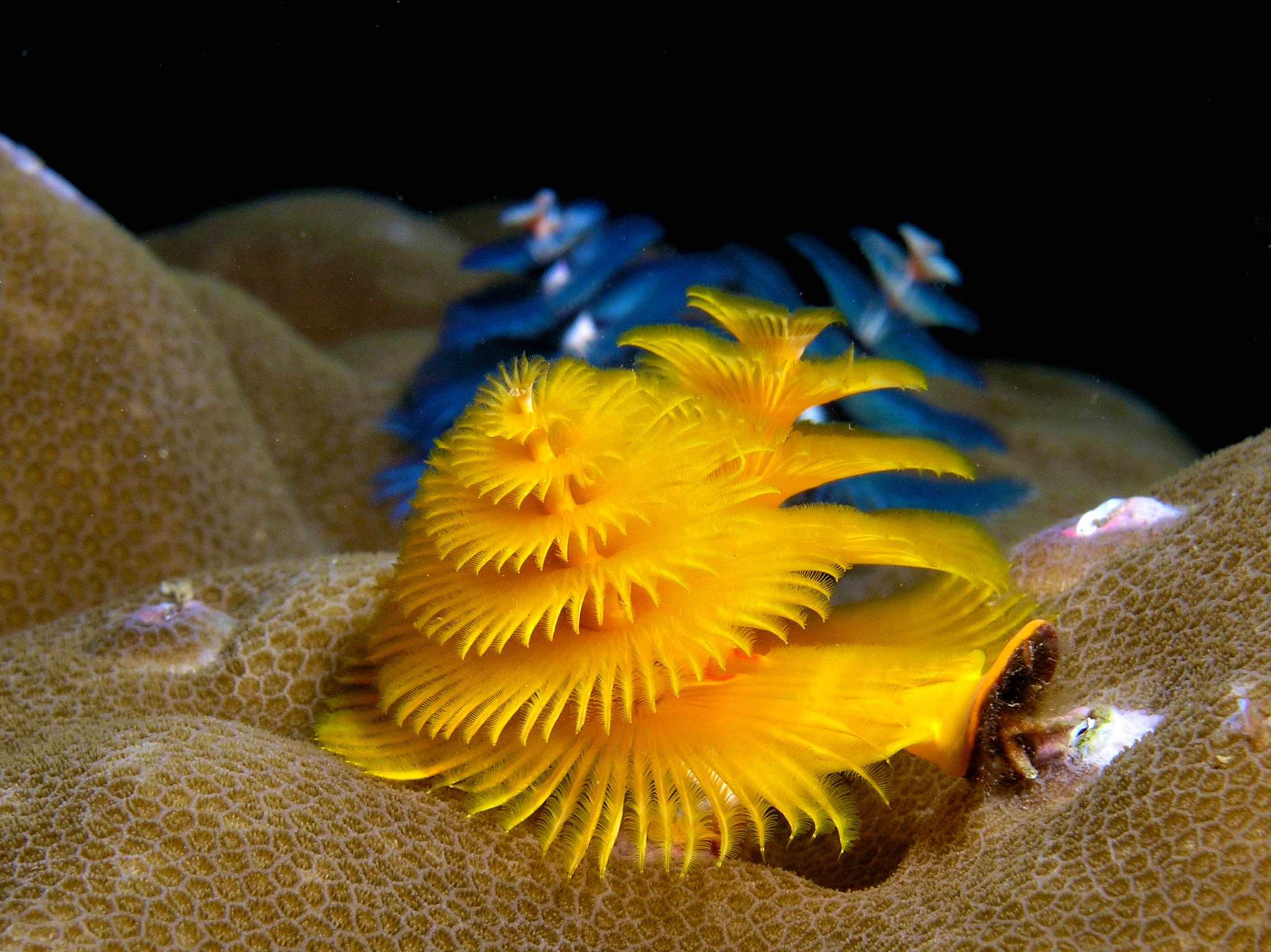
Weihnachtsbaumwurm (Spirobranchus giganteus)
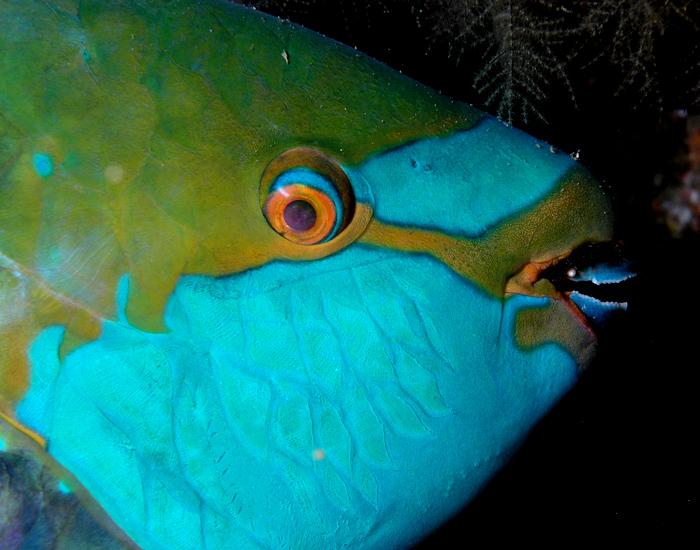
Papageifisch
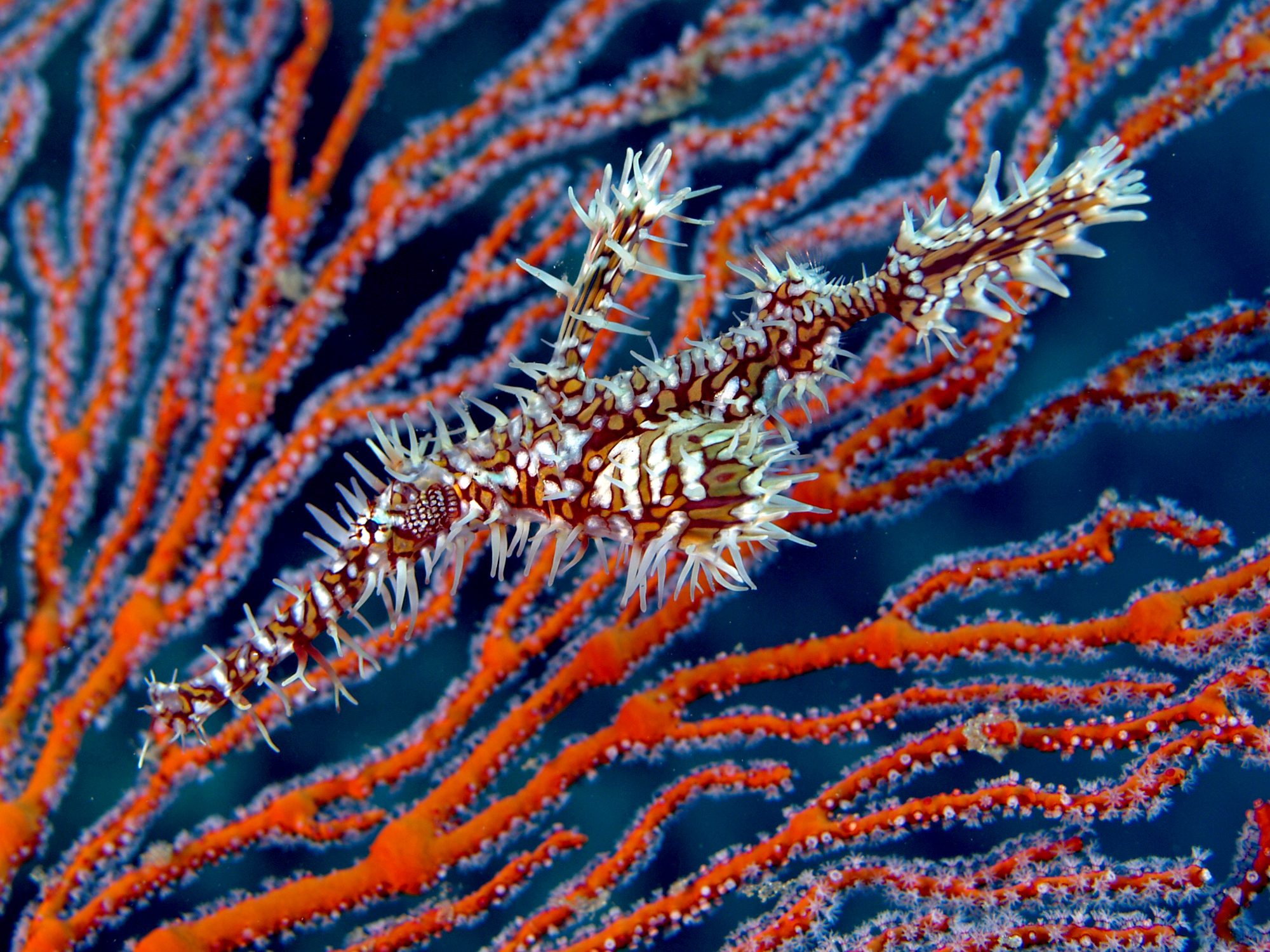
Schmuck-Geisterpfeifenfisch (Solenostomus paradoxus)
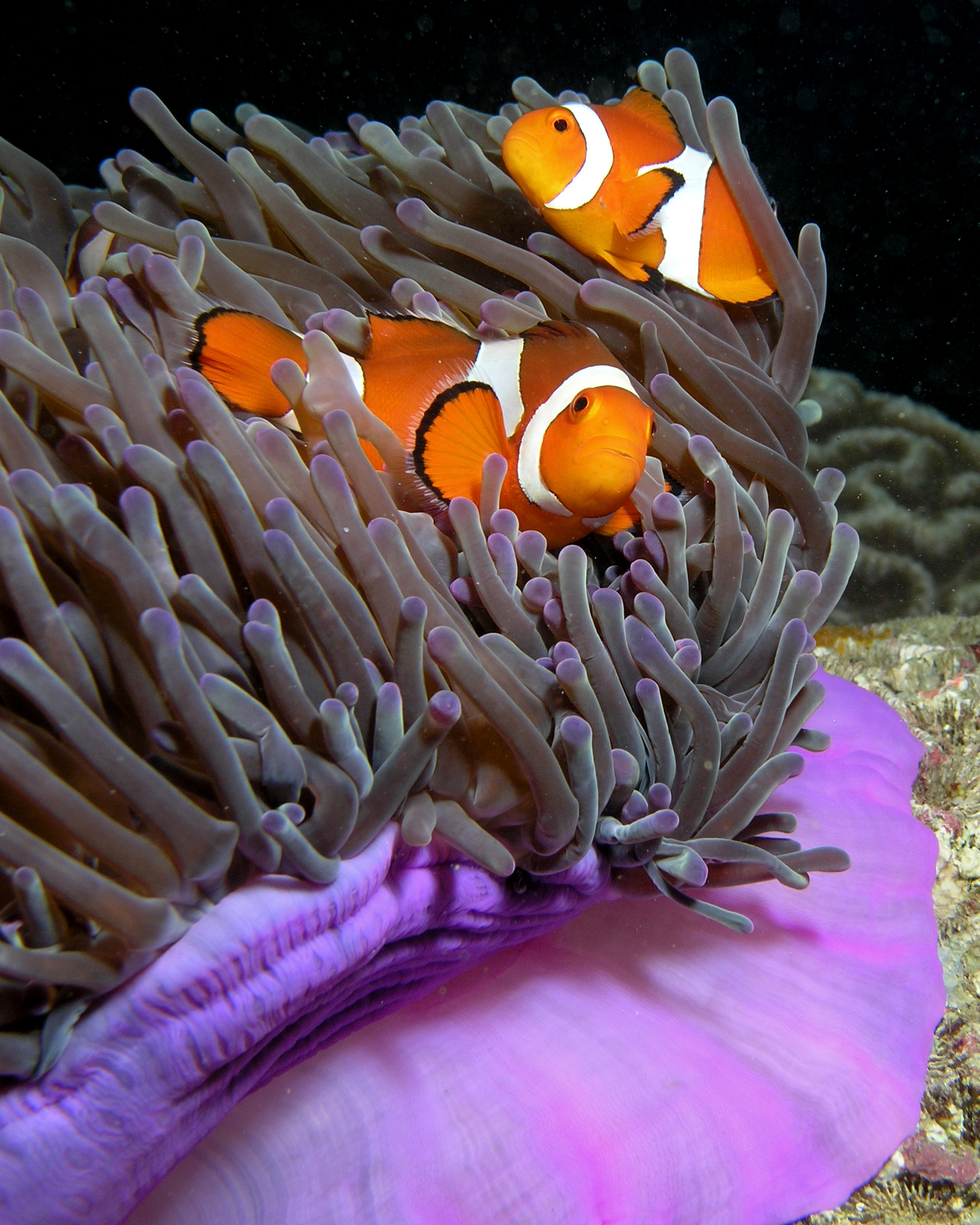
Falsche Clownfische (Amphiprion ocellaris)
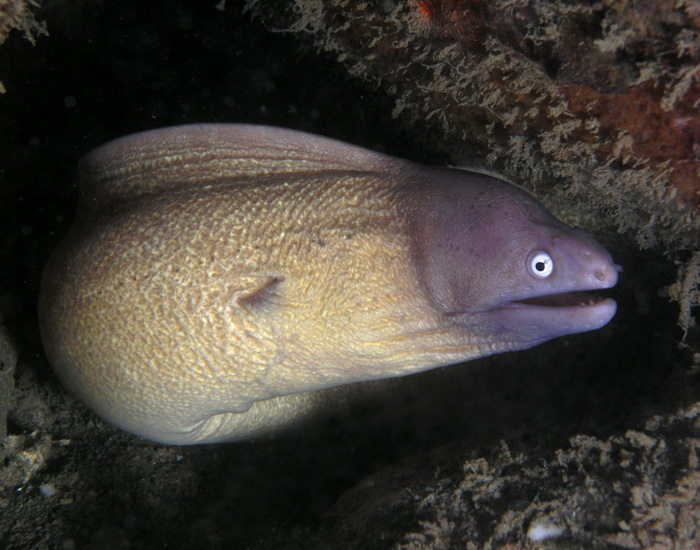
Weißaugenmuräne (Gymnothorax thrysoideus)

## Weiterführende Literatur
- G. C. Williams, T. M. Gosliner (Hrsg.): The Coral Triangle. The 2011 Hearst Philippine Biodiversity Expedition. San Francisco 2014, ISBN 978-0-940228-75-7.

## Belege
- The Nature Conservancy - Coral Triangle Center
- WWF: Coral Triangle - Home to the world’s most abundant variety of corals and sea life
- WWF: Coral Triangle Program